# Neomantis robusta
Neomantis robusta är en bönsyrseart som beskrevs av Max Beier 1935. Neomantis robusta ingår i släktet Neomantis och familjen Iridopterygidae. Inga underarter finns listade i Catalogue of Life.